# Naturally
„Naturally” – piosenka electropop stworzona przez Tima Jamesa, Antoninę Armato i Devríma Karaoglu'a na debiutancki album studyjny amerykańskiego zespołu Selena Gomez & the Scene, Kiss & Tell (2009). Wyprodukowany przez Jamesa oraz Armato, utwór wydany został jako drugi singiel promujący płytę dnia 19 stycznia 2010 w systemie airplay.

## Informacje o singlu
"Naturally” wydany został jako drugi singiel promujący Kiss & Tell w rodzimym kraju zespołu dnia 19 stycznia 2010. Trzy miesiące później kompozycja ukazała się na światowych rynkach muzycznych, gdzie poza granicami Ameryki Północnej sygnowana była jako pierwszy singel prezentujący wydawnictwo.
Singiel generalnie zyskał pozytywne recenzje od profesjonalnych krytyków muzycznych. Pop Justice uhonorował „Naturally” mianem piosenki dnia 5 lutego 2010. Portal pochwalił utwór stwierdzając, iż „jest to kawalkada frazesów, jednak „Naturally” ma unikatowy, graniczący ze świetnością charakter w porównaniu z innymi produkcjami Hollywood Records – po prostu ten singiel nie jest jednym z ohydnych śmieci tejże wytwórni”. Bill Lamb, krytyk witryny About.com wybrał utwór jako jedną z topowych kompozycji z albumu Kiss & Tell. Portal Digital Spy uznał, że „Naturally” to tłusty electropopowy gigant z większym potencjałem klubowym niż każdy inny disneyowski singiel od czasu „See You Again”.

## Wydanie singla
Dwa tygodnie przed końcem roku 2009, „Naturally” zadebiutował na pozycji 64. notowania Billboard Hot Digital Songs. Tydzień później utwór zanotował znaczący awans na miejsce 34., co doprowadziło do debiutu singla w oficjalnym amerykańskim zestawieniu najpopularniejszych kompozycji Billboard Hot 100, na pozycji 39. Cztery tygodnie później, dnia 30 stycznia 2010 piosenka znalazła się na szczytowym miejscu 29. „Naturally” spędził w zestawieniu w sumie dwadzieścia jeden tygodni i został odznaczony przez Recording Industry Association of America certyfikatem platynowej płyty za sprzedaż przekraczającą milion egzemplarzy. 16 stycznia 2010 singiel zadebiutował na pozycji 63. notowania Canadian Hot 100, dwa tygodnie później awansując na najwyższe utworowi miejsce 18. Na oficjalnej, kanadyjskiej liście przebojów piosenka spędziła pięć miesięcy i podobnie jak w Stanach Zjednoczonych odznaczona została certyfikatem platynowej płyty za sprzedaż singla w postaci 40.000 kopii.
Singiel zyskał również komercjalny sukces w krajach europejskich, gdzie w czterech z nich znalazł się w Top 20 oficjalnych zestawień. W Wielkiej Brytanii utwór debiutował w kwietniu 2010 na 7. szczytowej pozycji w zestawieniu UK Singles Chart, czyniąc z Seleny Gomez pierwszą gwiazdę stacji telewizyjnej Disney Channel, której solowy singel znalazł się w Top 10 notowania od roku 2005, kiedy to Hilary Duff wydając kompozycję „Wake Up” również osiągnęła miejsce siódme. Tego samego miesiąca oraz na tej samej pozycji co w Wielkiej Brytanii „Naturally” zadebiutował na oficjalnym notowaniu w Irlandii, spędzając na liście przebojów w sumie sześć tygodni. W Niemczech singiel znalazł się na miejscu czternastym, osiągając je trzeci tydzień po debiucie w oficjalnym zestawieniu. Singiel „Naturally” znalazł się na pozycji drugiej w słowackiej liście przebojów IFPI, miejsce piąte na szkockiej liście przebojów The Official Charts Company czy miejsce 4. na węgierskiej liście przebojów Magyar Hanglemezkiadók Szövetsége. W pozostałych krajach piosenka zyskała na umiarkowanym sukcesie zajmując pozycje 7. w Belgii, 20. w Nowej Zelandii, 37. w Austrii, 46. w Australii, 54. w Szwajcarii oraz 56. w Szwecji.

## Teledysk
Teledysk do singla nagrywany był w listopadzie 2009 i reżyserowany przez Chrisa Dooleya. Klip miał premierę dnia 11 grudnia 2009 na antenie stacji telewizyjnej Disney Channel przed programem Ferie zimowe Fineasza i Ferba. Wideoklip nie posiada fabuły – prezentuje sceny ukazujące wokalistkę z zespołem na tle kolorowych efektów specjalnych. Ukazały się również dwie alternatywne wersje teledysku do remiksów utworu autorstwa Ralphi Rosario i Dave’a Audé.

## Listy utworów i formaty singla
- Naturally – The Remixes EP (US)[12]

1. „Naturally” (Edycja radiowa) – 3:08
2. „Naturally” (Dave Audé edycja radiowa) – 4:01
3. „Naturally” (Ralphi Rosario edycja radiowa) – 3:39
4. „Naturally” (Disco Fries edycja radiowa) – 3:57

- Brytyjska wersja iTunes[13]

1. „Naturally” (Brytyjska edycja radiowa)
2. „Naturally” (Instrumental)

- Brytyjski CD singel[14]

1. „Naturally” (Brytyjski mix radiowy)
2. „Kiss & Tell”

- Naturally – The Remixes EP (UK)[14]

1. „Naturally” (Brytyjski mix radiowy)
2. „Naturally” (Dave Aude Club Mix) – 7:43
3. „Naturally” (Ralphi Rosario Club Mix) – 9:07
4. „Naturally” (Disco Fries Club Mix) – 5:26

- Niemiecki CD singel[15]

1. „Naturally” (Edycja radiowa) – 3:08
2. „Kiss & Tell (Edycja niemiecka) – 3:01

## Pozycje na listach
| Lista przebojów (2010)            | Najwyższa pozycja |
| --------------------------------- | ----------------- |
| Australia ARIA Singles Chart      | 46                |
| Austria Singles Chart             | 37                |
| Belgia Singles Chart              | 7                 |
| Irlandia Singles Chart            | 7                 |
| Kanada Billboard Hot 100          | 18                |
| Niemcy Singles Chart              | 14                |
| Nowa Zelandia RIANZ Singles Chart | 20                |

| Lista przebojów (2010)                  | Najwyższa pozycja |
| --------------------------------------- | ----------------- |
| Szwajcaria Singles Chart                | 54                |
| Słowacja IFPI                           | 2                 |
| Szwecja Singles Top 60 Chart            | 56                |
| Szkocja The Official Charts Company     | 5                 |
| UK Singles Chart                        | 7                 |
| USA Billboard Hot 100                   | 29                |
| USA Billboard Pop Songs                 | 12                |
| USA Billboard Hot Dance Club Songs      | 1                 |
| United World Chart                      | 23                |
| Węgry Magyar Hanglemezkiadók Szövetsége | 4                 |

## Daty wydania
| Region            | Data             | Format                       |
| ----------------- | ---------------- | ---------------------------- |
| Stany Zjednoczone | 19 stycznia 2010 | airplay                      |
| Stany Zjednoczone | 1 lutego 2010    | digital download             |
| Niemcy            | 9 kwietnia 2010  | CD singiel, digital download |
| Wielka Brytania   | 12 kwietnia 2010 | CD singiel, digital download |